# أكاني سيمبين
أكاني سيمبين (مواليد 21 سبتمبر 1993) هو عداء جنوب أفريقي متخصص في سباقات 100 متر.

## وصلات خارجية
- أكاني سيمبين على موقع الاتحاد الدولي لألعاب القوى (الإنجليزية)
- أكاني سيمبين على موقع الدوري الماسي (الإنجليزية)
- أكاني سيمبين على موقع اللجنة الأولمبية الدولية (الإنجليزية)
- أكاني سيمبين على موقع أوليمبيديا (الإنجليزية)
- أكاني سيمبين على موقع اتحاد ألعاب الكومنولث (مؤرشف) (الإنجليزية)